# Alberto Prina
Alberto Prina (Varese, 1º febbraio 1964) è un ex cestista italiano.

## Carriera
In Serie A ha vestito la maglia di Varese.